# Basilique Notre-Dame-de-Rédemption de Vallarpadam
La basilique Notre-Dame-de-Rédemption de Vallarpadam, également église du Saint-Esprit, est une église située sur l’île de Vallarpadam (en) à Cochin en Inde, à laquelle l’Église catholique donne les statuts de basilique mineure et de sanctuaire national. Elle est rattachée à l’archidiocèse de Verapoly (en). On y vénère une image de Notre-Dame de Rédemption (en), l’église étant depuis sa création dédiée au Saint-Esprit.

## Historique
Une église du Saint-Esprit est construite sur l’île par les Portugais en 1524, et ils y placent une image de Notre-Dame de Rédemption (en). Lors de l’inondation de 1676 qui emporte l’église, le premier ministre de Cochin (diwan), Paliyath Raman Valiyachan, inspectant les dégâts en bateau, retrouve l’image flottant sur l’eau. Il décide alors de financer la construction d’une église. Un miracle en 1752 fait connaître le sanctuaire.
L’autel est déclaré altare privilegiatum (autel privilégié) par le pape Léon XIII en 1888. En 1951, le gouvernement indien déclare l’église un centre de pèlerinage national. En 2002, le gouvernement du Kerala la déclare centre touristique d’importance. Le 12 septembre 2004, la Conférence des évêques catholiques d’Inde la désigne sanctuaire national, et le 1er décembre de la même année, elle devient une basilique mineure.